# 에키벤

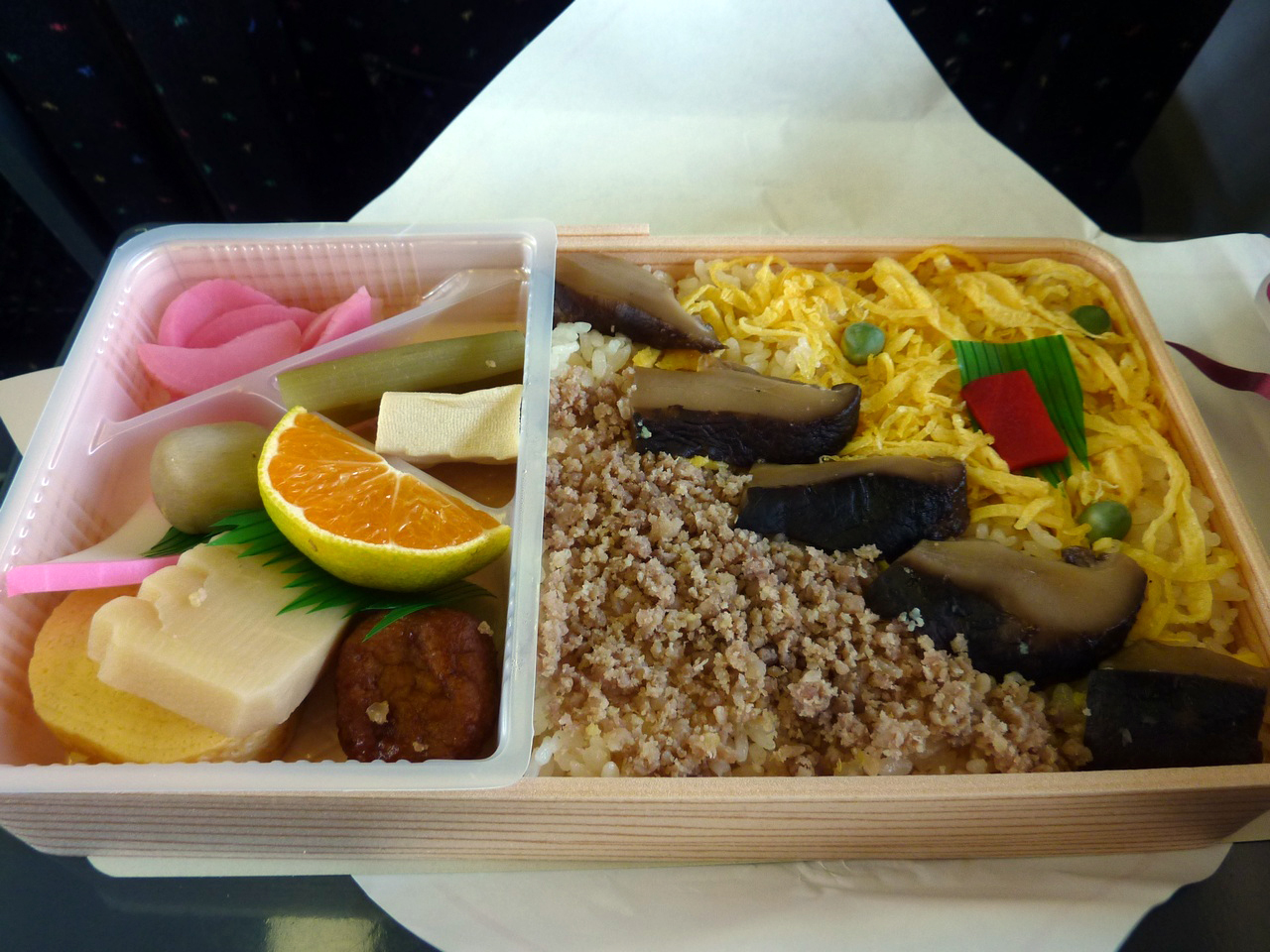
표고버섯밥 에키벤

에키벤(일본어: 駅弁)이란 일본의 철도역에서 판매하는 벤토를 말한다. 특히 그 중에서도 해당 노선 및 지역 특유의 것을 가리킨다. 에키우리벤토(駅売り弁当, '역에서 파는 도시락')의 준말이다. 기차내부에서 부식을 판매하는 것은 우리나라 등 일본 외에서도 찾아 볼 수 있으나, 일본의 에키벤은 일본열도 전국 철도역 해당역 구내에서 판매되며 매우 다양하게 발달되어있다. 에키벤에는 주로 재활용 젓가락과 숟가락이 들어간다. 에키벤 용기는 주로 플라스틱, 나무, 도자기 등으로 만들어진다. 몇몇 로컬 푸드로 만들어진 에키벤은 전국적으로도 유명세를 떨치기도 한다. 유명한 에키벤은 철도이용객외에 타지역에서 인터넷등으로 주문하기도 하며, 해년마다 에키벤 경연대회도 열린다.

## 기타
일제강점기 대한민국 및 조선민주주의인민공화국의 역에서도 에키벤이 판매되었다.

## 같이 보기
- 타이톄 도시락